# Ministère de la Santé (Serbie)
Pour les articles homonymes, voir Ministère de la Santé.
Le ministère de la Santé (en serbe cyrillique : Министарство здравља ; en serbe latin : Ministarstvo zdravlja) est le département ministériel du gouvernement serbe chargé de la politique de santé en Serbie.

## Organisation
Le ministère s'organise autour de plusieurs sections ou départements, parmi lesquels on peut citer :
- le Département de l'organisation des services de santé et de l'inspection de la santé ;
- le Département de l'assurance santé et du financement du système de santé ;
- le Département des médicaments et des appareils de santé ;
- le Département de l'intégration européenne et de la coopération internationale ;
- le Département de l'inspection sanitaire ;
- le Département de la santé publique et du programme de protection de la santé.

## Liste des ministres
| Ministre                             | Photo | Parti                                   | Début de mandat  | Fin de mandat    |
| ------------------------------------ | ----- | --------------------------------------- | ---------------- | ---------------- |
| Nikola Mitrović                      |       | Parti socialiste de Serbie (SPS)        | 11 février 1991  | 10 février 1993  |
| Miloš Banićević                      |       | Parti socialiste de Serbie (SPS)        | 10 février 1993  | 14 juillet 1993  |
| Borislav Antić                       |       | Parti socialiste de Serbie (SPS)        | 14 juillet 1993  | 18 mars 1994     |
| Leposava Milićević                   |       | Gauche yougoslave (JUL)                 | 18 mars 1994     | 13 juillet 2000  |
| Milovan Bojić                        |       | Gauche yougoslave (JUL)                 | 13 juillet 2000  | 24 octobre 2000  |
| Nada Kostić                          |       | Parti démocratique de Serbie (DSS)      | 24 octobre 2000  | 25 janvier 2001  |
| Obren Joksimović                     |       | Parti démocratique de Serbie (DSS)      | 25 janvier 2001  | 22 octobre 2001  |
| Uroš Jovanović (par intérim)         |       |                                         | 22 octobre 2001  | 19 juin 2002     |
| Tomica Milosavljević                 |       | G17 Plus (G17+)                         | 19 juin 2002     | 28 août 2003     |
| Dragomir Marisavljević (par intérim) |       | G17 Plus (G17+)                         | 28 août 2003     | 3 mars 2004      |
| Tomica Milosavljević                 |       | G17 Plus (G17+)                         | 3 mars 2004      | 9 novembre 2006  |
| Nevena Karanović (par intérim)       |       | G17 Plus (G17+)                         | 9 novembre 2006  | 14 novembre 2006 |
| Slobodan Lalović (par intérim)       |       | Parti social-démorate (SDP)             | 14 novembre 2006 | 15 mai 2007      |
| Tomica Milosavljević                 |       | G17 Plus (G17+)                         | 15 mai 2007      | 21 février 2011  |
| Rasim Ljajić (par intérim)           |       | Parti social-démocrate de Serbie (SDPS) | 21 février 2011  | 14 mars 2011     |
| Zoran Stanković                      |       | Indépendant                             | 14 mars 2011     | 27 juillet 2012  |
| Slavica Đukić Dejanović              |       | Parti socialiste de Serbie (SPS)        | 27 juillet 2012  | 27 avril 2014    |
| Zlatibor Lončar                      |       | Parti progressiste serbe (SNS)          | 27 avril 2014    | 26 octobre 2022  |
| Danica Grujičić                      |       | Indépendante                            | 26 octobre 2022  | 2 mai 2024       |
| Zlatibor Lončar                      |       | SNS                                     | 2 mai 2024       | en cours         |

## Site officiel
- (sr + en) Site officiel